# Hugo Vieira da Silva
Hugo Vieira da Silva (* 16. Juli 1974 in Porto) ist ein portugiesischer Filmregisseur, der auch Drehbuchautor einiger seiner Filme ist. Er lebt und arbeitet in Lissabon, Wien und Berlin.

## Leben
Hugo Vieira da Silva studierte von 1992 bis 1995 Rechtswissenschaften an der Katholischen Universität Porto, dann ging er an die Filmhochschule Escola Superior de Teatro e Cinema (ESTC) in Lissabon, wo er 1998 seinen Abschluss im Bereich Bild und Kamera machte. Im gleichen Jahr war er eingeladener Student an der Hochschule für Fernsehen und Film München.
1998 drehte er als Abschlussarbeit am ESTC seinen ersten Kurzfilm, den 1999 erschienenen Dokumentarfilm Arte Pública. Nach weiteren Regiearbeiten 2000 und 2001 erschien 2006 mit dem Filmdrama Body Rice sein erster Kinofilm. Die portugiesische Produktion entstand mit deutschen und portugiesischen Schauspielern und spielt in einem deutschen sozio-pädagogischen Projekt in der portugiesischen Region Alentejo. Der Film lief auf einer Vielzahl internationaler Filmfestivals, wo er auch einige Auszeichnungen erhielt, darunter beim Locarno Film Festival 2007.
Seinen 2011 von der Berliner Flying Moon produzierten Film Swans drehte er mit der Ko-Regisseurin Heidi Wilm, mit Kai Hillebrand, Ralph Herforth und Maria Schuster in den Hauptrollen. Das Drama um einen Sohn, der mit seinem Vater zu seiner im Koma liegenden Mutter nach Berlin reist, erhielt beim Filmfestival IndieLisboa 2011 eine Auszeichnung.
Danach adaptierte er Joseph Conrads kritische Kolonialerzählung Ein Vorposten des Fortschritts aus dem Jahr 1896 für ein neues Drehbuch. Seine 2016 erschienene Verfilmung Posto Avançado do Progresso lief auf einer Reihe Filmfestivals, darunter die Viennale (2016) und die Berlinale 2016 (Sektion Forum). In Portugal war er für einige Filmpreise nominiert, darunter der Drehbuchpreis der Sociedade Portuguesa de Autores (2017), der portugiesische Filmpreis Prémios Sophia (2017) und die portugiesischen CinEuphoria Awards 2017, wo er auch ausgezeichnet wurde.
Seit 2020 arbeitet da Silva, zusammen mit Paulo Milhomens, an seinem Film Longe da Estrada, der erneut von Paulo Branco produziert wird. Das Drehbuch schrieb da Silva selbst, zusammen mit Claudia Bottino und basierend auf der gleichnamigen Graphic Novel (Gauguin. Loin de la route) von Christophe Gaultier und Maximilien Le Roy über den Maler Gauguin.

## Filmografie
- 1999: Arte Pública (Kurzfilm)
- 2000: O Céu Que Nos Impede (Kurzfilm)
- 2001: Grupo Puzzle
- 2001: Ínterim (auch Regie, Kamera und Schnitt)
- 2006: Body Rice (auch Drehbuch)
- 2011: Swans (auch Drehbuch)
- 2016: Posto Avançado do Progresso (auch Drehbuch)
- 2020: Fantasmas do Império; Regie: Ariel de Bigault (Schauspielrolle)
- 2020: A Perfeição (Kurzfilm)